# Paul Kane

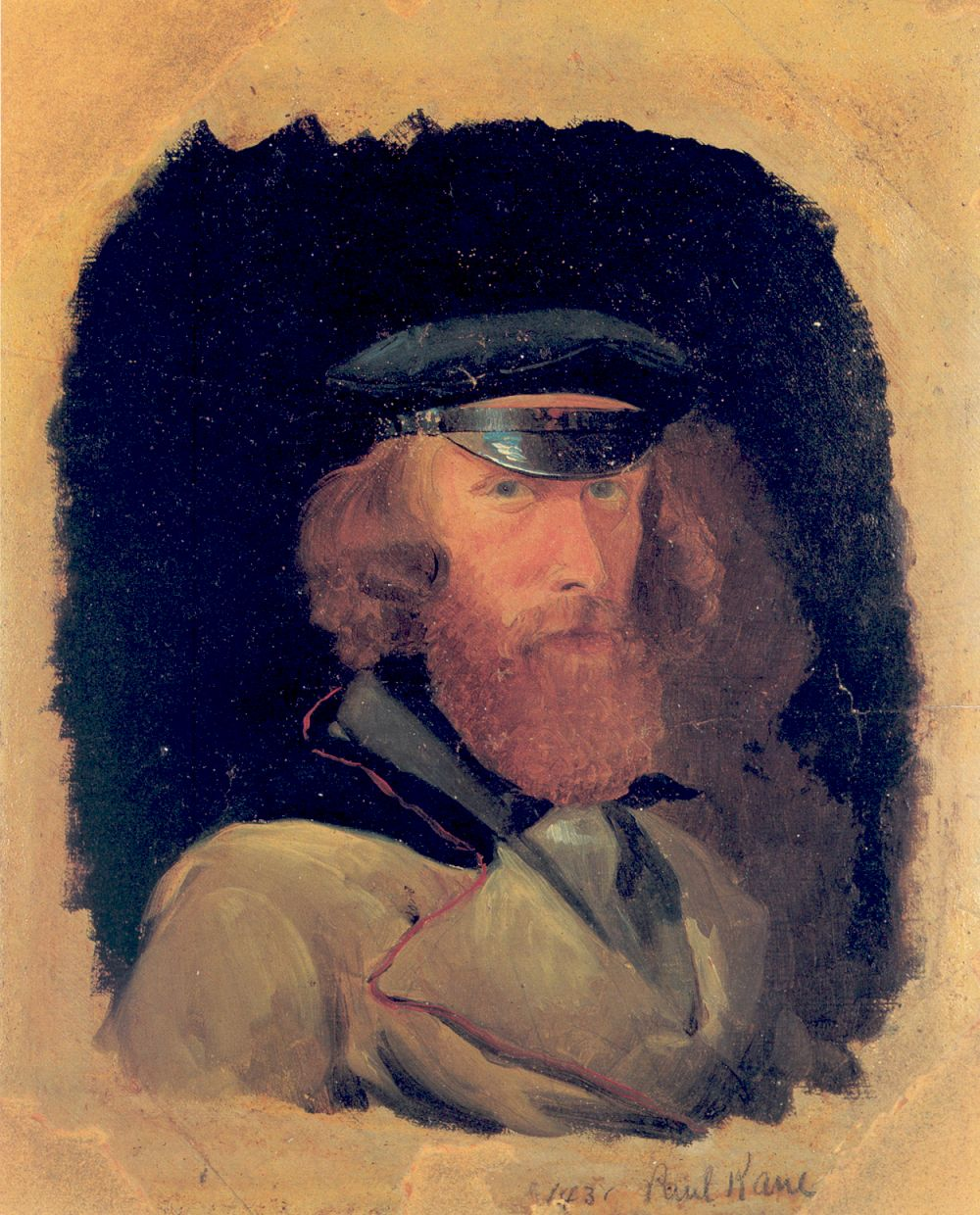
Zelfportret, 1846-1848, Stark Museum of Art, Orange (Texas)

Paul Kane (Mallow, 3 september 1810 – Toronto, 20 februari, 1871) was een in Ierland geboren Canadese schilder, beroemd om zijn schilderijen van First Nations-volkeren in Westelijk Canada en de oorspronkelijke bewoners van Oregon Country.
Als grotendeels autodidactisch kunstenaar, groeide Kane op in Toronto (toen bekend als York) en trainde zichzelf door het kopiëren van Europese meesters tijdens een studiereis door Europa. Hij ondernam twee reizen door het wilde noordwesten van Canada, de eerste in 1845 en de tweede van 1846 tot 1848. De eerste reis bracht hem van Toronto naar Sault Ste. Marie en weer terug. Nadat de steun van de Hudson's Bay Company was veiliggesteld, ondernam hij een tweede, veel langere reis van Toronto in de Rocky Mountains tot Fort Vancouver en Fort Victoria in het Columbia District, zoals de Oregon Country door de Canadezen genoemd werd.
Tijdens beide reizen tekende en schilderde Kane de oorspronkelijke volkeren en documenteerde hun leven. Na zijn terugkeer in Toronto, produceerde hij meer dan honderd olieverfschilderijen van deze schetsen. Kanes werk, met name zijn schetsen op locatie, zijn nog steeds een waardevolle bron voor etnologen. De olieverfschilderijen die hij voltooide in zijn atelier worden beschouwd als een onderdeel van het Canadese erfgoed, hoewel deze vaak zijn verfraaid en daarom aanzienlijk afwijken van de juistheid van zijn schetsen ten gunste van meer dramatische scènes.

## Jeugd en beginjaren
Kane werd geboren in het Ierse Mallow, als vijfde van acht kinderen van Michael Kane en Frances Loach. Zijn vader, een soldaat uit Preston (Engeland), nam dienst in de Royal Horse Artillery tot zijn ontslag in 1801. De familie verhuisde naar Ierland. Ergens tussen 1819 en 1822, emigreerde het gezin naar Opper-Canada en vestigde zich in de plaats York, die later in maart 1834 de naam Toronto zou krijgen. Daar begon Kanes vader een winkel in gedistilleerd en wijn.

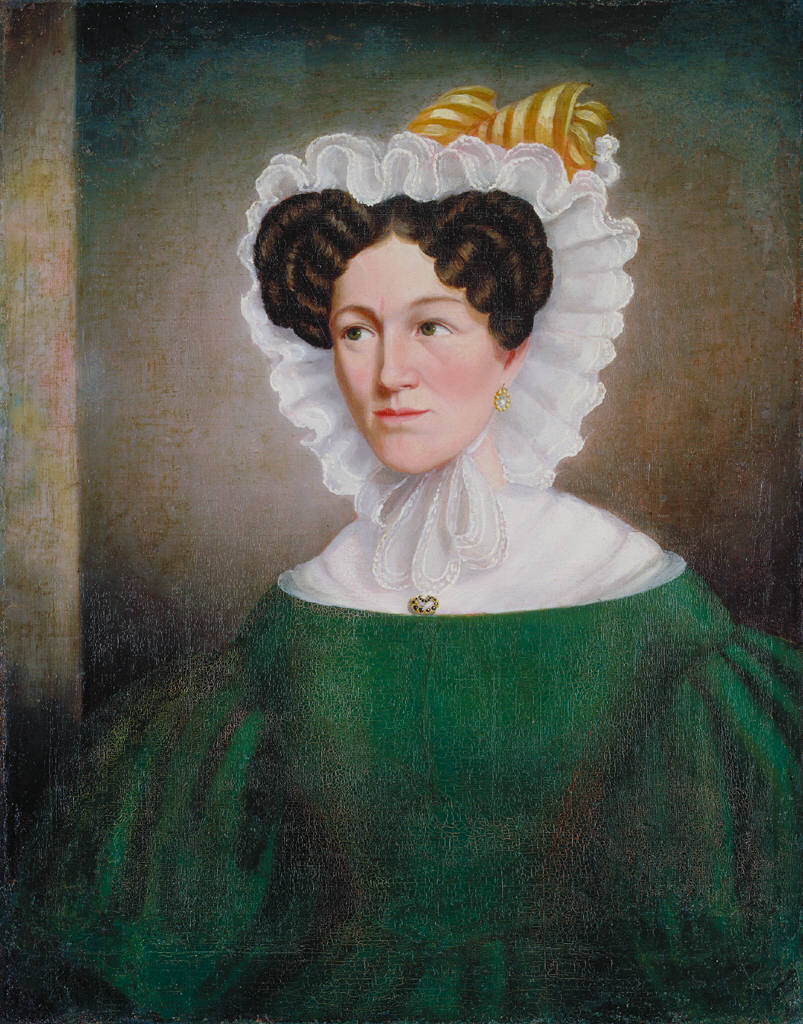
Portret van Elia Clarke Cory Clench, ca. 1834-36, toegeschreven aan Paul Kane, National Gallery of Canada, Ottawa

Er is niet veel bekend over Kanes jeugd in York, op dat moment een kleine nederzetting van een paar duizend mensen. Hij ging naar Upper Canada College waar hij rond 1830 ook enige training in de schilderkunst kreeg van Thomas Drury. In juli 1834 liet hij sommige van zijn schilderijen zien in de eerste (en enige) tentoonstelling van de Vereniging van Kunstenaars en amateurs in Toronto. Hij kreeg hiervoor een gunstige recensie door de plaatselijke krant, The Patriot.
Kane begon zijn carrière als schilder van uithangborden en meubels in York. In 1834 verhuisde hij naar Cobourg en ging werken in de meubelfabriek van Freeman Schermerhorn Clench. Daar schilderde hij ook verschillende portretten van lokale bekendheden, waaronder de sheriff en de vrouw van zijn werkgever. In 1836 verhuisde Kane naar Detroit, Michigan, waar de Amerikaanse kunstenaar James Bowman woonde. De twee hadden elkaar al eerder in York ontmoet. Bowman overtuigde Kane er toen van dat het voor een aspirant schilder noodzakelijk was om kunst te studeren in Europa. Daarom hadden ze een gezamenlijke reis gepland naar Europa. Maar Kane moest de reis uitstellen wegens geldgebrek en Bowman trouwde kort voor de reis en wilde zijn gezin niet verlaten. Tijdens de vijf daaropvolgende jaren reisde Kane daarom door het Middenwesten van de Verenigde Staten, daarbij de kost verdienend als portretschilder, en kwam uiteindelijk aan in New Orleans.
In juni 1841 verliet Kane Amerika, aan boord van een schip dat uit New Orleans vertrok en ongeveer drie maanden later in Marseille arriveerde. Omdat hij een kunststudie bij een kunstacademie of een gevestigde meester niet kon bekostigen, trok hij de volgende twee jaar door Europa en bezocht musea waar hij kon, waarbij hij de werken van oude meesters bestudeerde en kopieerde. Tot het najaar van 1842 verbleef hij in Italië. Vanuit Italië maakte hij een trektocht over de Grote Sint-Bernhardpas naar Parijs en van daar reisde hij naar Londen. In Londen ontmoette hij George Catlin, een Amerikaanse schilder die indianen had geschilderd op de prairies en die nu op een promotietour was voor zijn boek, Letters and Notes on the Manners, Customs and Conditions of the North American Indians. Catlin gaf lezingen in de Egyptian Hall aan de Londense straat Piccadilly, waar hij ook sommige van zijn schilderijen tentoongesteld had. In zijn boek betoogde Catlin dat de cultuur van de Indianen aan het verdwijnen was en gedocumenteerd moest worden voordat deze in de vergetelheid zou raken. Kane raakte overtuigd van Catlins' argumenten en besloot eveneens tot het documenteren van de Canadese inheemse volkeren.

Hij reisde begin 1843 naar Mobile (Alabama), waar hij een atelier startte en werkte als portretschilder, totdat hij het geld, dat hij had geleend voor zijn reis naar Europa, had terugbetaald. Eind 1844 of begin 1845 reisde hij naar Toronto en begon meteen met de voorbereidingen voor een reis naar het westen.

## Reizen in het noordwestelijk gebied

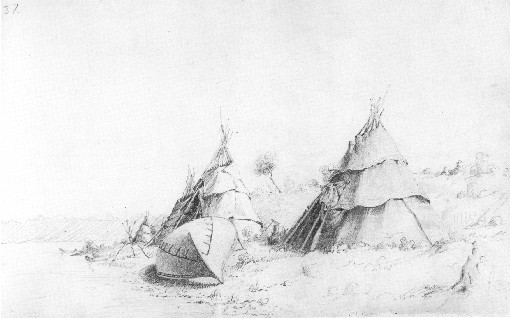
Ojibwa kamp aan de oevers van Georgian Bay; een typische schets van het gebied tijdens zijn eerste reis in 1845

Op 17 juni 1845, ging Kane alleen op reis langs de noordelijke oever van de Grote Meren en bezocht het Saugeen reservaat. Na weken van reizen en het maken van schetsen, bereikte hij in de zomer van 1845 Sault Ste. Marie tussen het Bovenmeer en het Huronmeer. Hij was van plan om verder naar het westen te reizen, maar John Ballenden, een ervaren officier van de Hudson's Bay Company, gestationeerd op Sault Ste. Marie, vertelde hem van de vele problemen en gevaren van het alleen reizen via de westelijke gebieden en adviseerde Kane om een dergelijke poging alleen met de steun van zijn bedrijf te ondernemen. Nadat de Hudson's Bay Company in 1821 haar concurrent, de North West Company van Montreal (Canada) had overgenomen, was het gehele grondgebied ten westen van de Grote Meren tot de Stille Oceaan en de Oregon Land Hudson's Bay land, een grotendeels onbekende wildernis met ongeveer honderd geïsoleerde voorposten van het bedrijf langs de grote bonthandelroutes. Kane keerde terug naar Toronto voor de winter, om zijn schetsen uit te werken in schilderijen. In het voorjaar van het volgende jaar, ging hij naar het hoofdkwartier van de Hudson's Bay Company in Lachine, tegenwoordig onderdeel van Montreal, en vroeg de bedrijfsgouverneur George Simpson voor steun voor zijn reisplannen. Simpson was onder de indruk van Kanes artistieke vermogen, maar tegelijkertijd bang dat Kane het uithoudingsvermogen miste, dat nodig was om met de bontbrigades van de onderneming te reizen. Hij verleende Kane toestemming om met de kano's van het bedrijf tot het Winnipegmeer mee te reizen. Ook gaf hij hem opdracht om schilderijen te maken van de Indiaanse leefstijl. Hij gaf daarbij enkele zeer gedetailleerde instructies met betrekking tot de onderwerpen. Kane kreeg de belofte dat hij tot aan het eind mocht meereizen, als hij goed werk afleverde.

### Naar het Westen

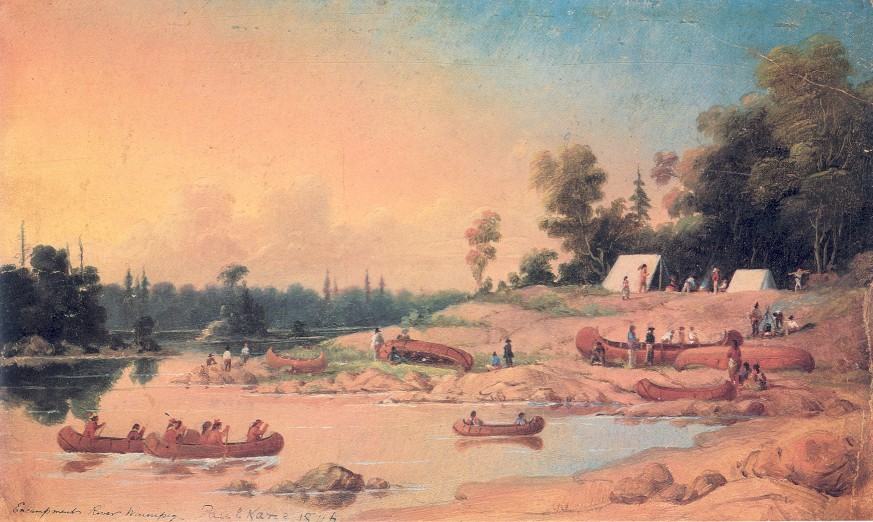
Kanobrigade bereidt kamp voor bij de Winnipeg Rivier terwijl ze bezoek krijgt van een aantal Saulteaux, schets 10 juni 1846

Op 9 mei 1846 vertrok Kane per stoomboot van Toronto richting Sault Ste Marie, om zich bij een kanobrigade aan te sluiten. Na een nachtelijke stop, miste hij ’s ochtends de boot, die eerder dan aangekondigd was vertrokken. Daarom moest hij verder per kano. Aangekomen in Sault Ste Marie, hoorde hij dat de kanobrigade al was vertrokken. Daarom stapte hij aan boord van een schoener, die vertrok richting Fort William bij Thunder Bay. Op 24 mei, 56 km voor Fort William, haalde hij de kano's eindelijk in op de Kaministiquia Rivier.
Op 4 juni bereikte Kane Fort Frances, waar een reispas van Simpson op hem wachtte om verder te reizen. Zijn volgende stop was de Red River Settlement, in de buurt van het tegenwoordige Winnipeg. Daar sloot hij zich aan bij een groep Métis die op bizonjacht ging in Sioux-gebied in Dakota. Deze tocht duurde drie weken. Op 26 juni nam Kane deel aan een van de laatste grote bizonjachten waarmee deze dieren binnen een paar decennia tot bijna-uitsterven werden gedecimeerd. Na zijn terugkeer reisde hij verder per kano en zeilboot langs Norway House, de Grand Rapids, The Pas en de Saskatchewan naar Fort Carlton. Ter afwisseling, ging hij daar verder te paard naar Fort Edmonton. Onderweg was hij getuige van een bizonjacht door de Cree.

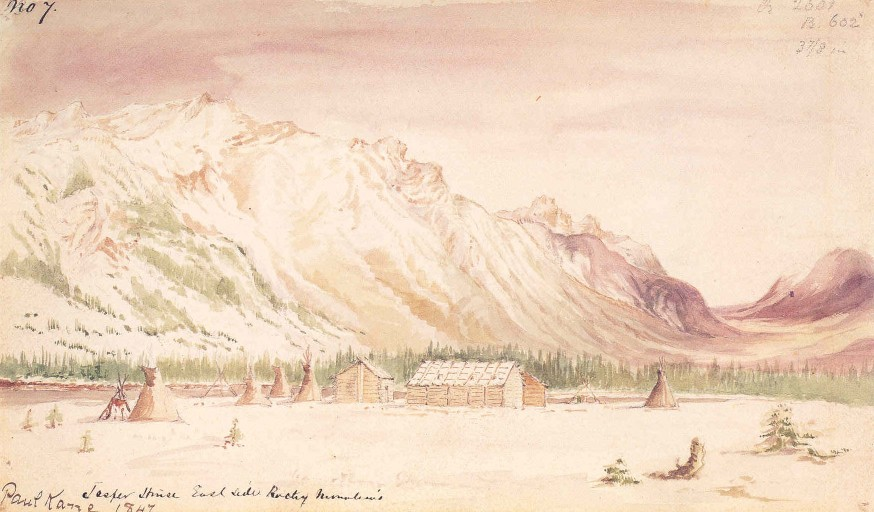
Jasper's House, 1846

Op 6 oktober reisde Kane van Edmonton naar Fort Assiniboine. Daar ging hij opnieuw mee met een kanobrigade en reisde van de Athabasca naar Jasper's House in Jasper, waar hij op 3 november arriveerde. In Jasper sloot hij zich aan bij een grote groep ruiters, die naar het westen vertrok. Op de Athabasca Pass bleek echter al te veel sneeuw te liggen, zo laat in het jaar. Daarom werden de paarden naar Jasper's House teruggestuurd en ging men verder op sneeuwschoenen, waarbij alleen de hoofdzaken werden meegenomen. De groep stak op 12 november de pas over. Drie dagen later ontmoette de groep een kanobrigade die had gewacht om de groep over de Columbia mee te nemen.

### In Oregon Country

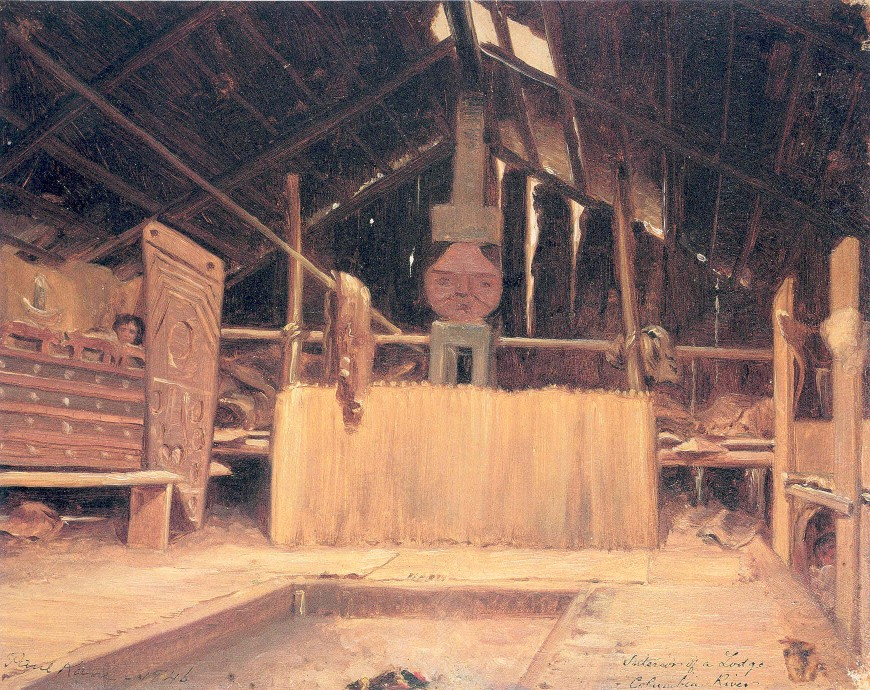
Het interieur van een ceremoniële lodge in de Columbia regio, 1846

Uiteindelijk, op 8 december 1846, kwam Kane aan bij Fort Vancouver, de belangrijkste handelspost en hoofdkwartier van de Hudson's Bay Company in het Oregonterritorium. Hij bleef er tijdens de winter, waarbij hij studies en schetsen maakte van de Chinookan en andere stammen in de buurt. Ook maakte hij diverse excursies, waaronder een langere van drie weken door de Willamette Valley. Hij genoot van het sociale leven in Fort Vancouver, dat op dat moment werd bezocht door het Britse schip Modeste, en raakte bevriend met Peter Skene Ogden.
Op 25 maart 1847, vertrok Kane per kano naar Fort Victoria. Dit was kort daarvoor gesticht om het nieuwe hoofdkantoor van de onderneming te worden, omdat de activiteiten in Fort Vancouver als gevolg van het Oregon Verdrag (1846 ) moesten worden afgebouwd en verplaatst. Kane ging stroomopwaarts over de Cowlitz rivier en verbleef een week tussen de stammen die er woonden in de nabijheid van Mount Saint Helens. Daarna ging hij verder te paard naar Nisqually, en vervolgens per kano weer naar Fort Victoria. Hij verbleef twee maanden in dat gebied, reizend en schetsend tussen de indianen op Vancouvereiland, rond de Straat van Juan de Fuca en de Straat van Georgia. Hij keerde medio juni naar Fort Vancouver terug, om van daaruit op 1 juli 1847 weer naar het oosten te gaan.

### Opnieuw door de Rockies
Medio juli had Kane Fort Walla Walla bereikt. Daar maakte hij een kleine omweg voor een bezoek aan Whitman Mission, waar een paar maanden later het Whitman bloedbad zou plaatsvinden. Met Marcus Whitman bezocht hij de Cayuse, die in dat gebied woonden. Daar tekende hij een portret van Tomahas, de man die later bekend zou worden als Whitmans moordenaar. Volgens Kanes reisverslag, waren de betrekkingen tussen de Cayuse en de kolonisten op de zendingpost reeds gespannen op het moment van zijn bezoek.

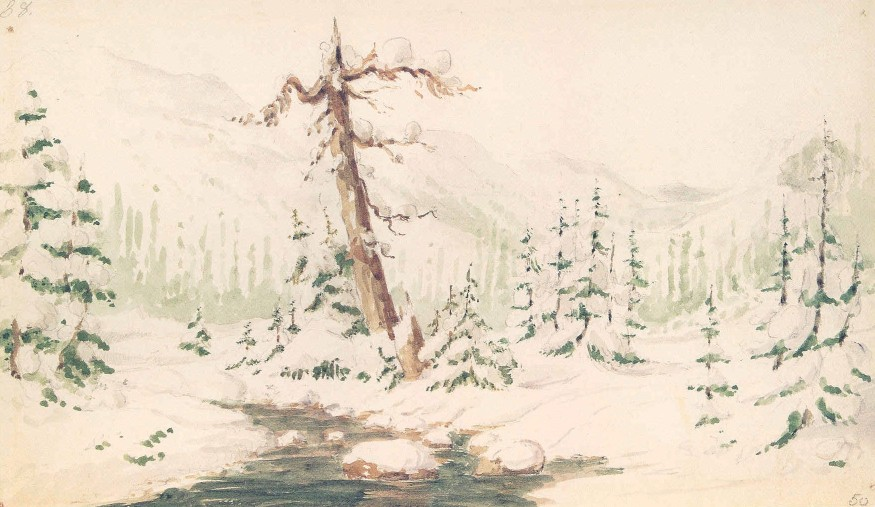
Kane stak de Rocky Mountains twee keer over in de winter, schets, 1846

Kane zette zijn reis te paard voort met een gids door de Grande Coulee tot Fort Colville, waar hij gedurende zes weken schetsen en schilderijen maakte van de inheemse bewoners, die vanwege de Salmon run een visserskamp onder de Kettle Falls hadden opgericht. Op 22 september 1847, nam hij het commando van een kanobrigade, dat stroomopwaarts over de Columbia rivier voer, en kwam op 10 oktober aan in Boat Encampment. Daar moest de groep drie weken wachten op paarden vanuit Jasper waarmee ze verder konden. Met de paarden reden ze over Athabasca Pass naar Jasper's House, waarbij ze zware sneeuwval en intense koude moesten doorstaan. De kano's, die op hen zouden wachten, waren al vertrokken. Daarom werden ze gedwongen om op sneeuwschoenen en met een hondenslee naar Fort Assiniboine te reizen, waar zij na veel ontberingen en zonder voedsel twee weken later aankwamen. Na een paar dagen rust gingen ze door naar Fort Edmonton, waar ze de winter doorbrachten.
Kane bracht de tijd in het fort door met bizonjacht en het maken van schetsen tussen de Cree, die in de buurt leefden. In januari ondernam hij een excursie naar Fort Pitt, ongeveer 200 km stroomafwaarts van de Saskatchewan, en vervolgens terug naar Edmonton. In april bezocht hij Rocky Mountain House, waar hij de Blackfoot wilde ontmoeten. Toen deze niet kwamen opdagen, keerde hij terug naar Edmonton.

### Terug naar het oosten

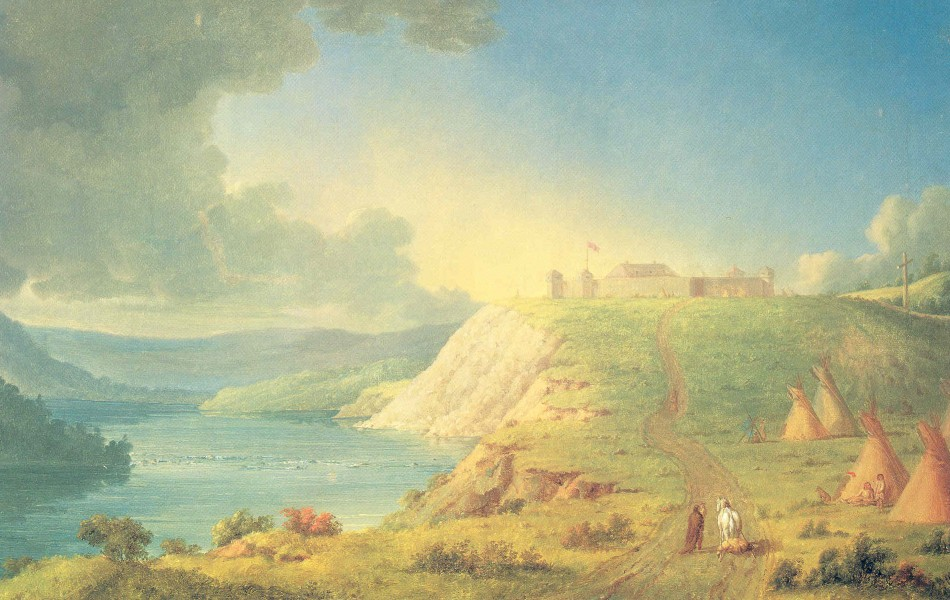
Het vijfde Fort Edmonton werd gebouwd op de hoge grond boven de North Saskatchewan na het vierde fort, dat aan de oever was gelegen en al meerdere malen was overstroomd

Op 25 mei 1848, verliet Kane Fort Edmonton, om met een groot gezelschap van 130 personen in 23 kanoes, geleid door John Edward Harriofs, naar Factory York reizen. Op 1 juni ontmoetten ze een grote strijdgroep van ongeveer 1.500 strijders van de Blackfoot en andere stammen, die van plan waren een raid tegen de Cree en Assiniboine uit te voeren. Bij die gelegenheid ontmoette Kane het opperhoofd van de Blackfoot, Big Snake (Omoxesisixany). De kanobrigade bleef zo kort mogelijk en zetten daarna haastig de reis voort, stroomafwaarts over de rivier. Op 18 juni kwamen ze aan in Norway House, waar Kane voor een maand verbleef, om te wachten op de jaarlijkse bijeenkomst van de hoofdagenten van de Hudson's Bay Company en de komst van de groep waarmee hij verder kon reizen. Op 24 juli vertrok hij met deze groep en reisde langs de oostelijke oever van Lake Winnipeg naar Fort Alexander. Vanaf daar volgde Kane dezelfde route die hij twee jaar eerder ook had genomen in westelijke richting: Via Lake of the Woods, Fort Frances, en Rainy Lake reisde hij per kano naar Fort William en vervolgens langs de noordelijke oever van het Bovenmeer, totdat hij Sault St. Marie op 1 oktober 1848 had bereikt. Van daar keerde hij per stoomboot naar Toronto terug, waar hij op 13 oktober arriveerde. Hij schreef in zijn dagboek over deze laatste etappe van zijn reis: "Het grootste probleem dat ik had te verduren was de moeilijkheid om in een beschaafd bed te slapen ".

## Het leven in Toronto

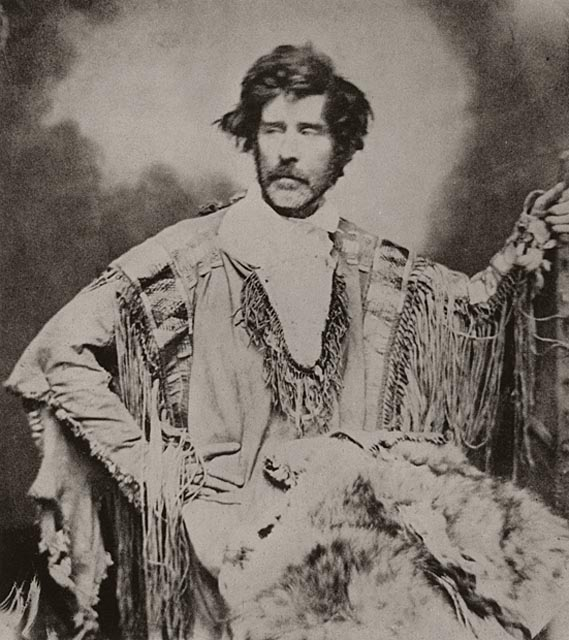
Paul Kane, c. 1850

Kane vestigde zich hierna definitief in Toronto. Hij ging nog slechts eenmaal naar het westen, toen hij werd ingehuurd door een Britse organisatie in 1849 als gids en tolk. Toen gingen ze echter niet verder dan de Red River Settlement. Een tentoonstelling van 240 van zijn schetsen in november 1848 in Toronto was een groot succes. Een tweede tentoonstelling in september 1852 met acht olieverfschilderijen werd ook positief ontvangen. De politicus George William Allan merkte de kunstenaar op en werd zijn belangrijkste klant, met de opdracht van honderd olieverfschilderijen voor de prijs van $20.000 in 1852. Dit stelde Kane in staat om als professioneel kunstenaar te leven. Hij slaagde erin om in 1851 van het Canadese parlement een opdracht te krijgen van twaalf schilderijen voor de som van £500, die hij eind 1856 leverde.
In 1853 trouwde Kane met Harriet Clench, de dochter van zijn voormalige werkgever in Cobourg. Volgens David Wilson, een hedendaagse historicus van de Universiteit van Toronto, was zij een bekwaam schilder en schrijver. Zij kregen vier kinderen, twee zoons en twee dochters.
In 1857 was Kane klaar met zijn opdrachten: meer dan 120 olieverfschilderijen voor Allan, het Parlement en Simpson. Zijn werken werden getoond op de Parijse wereldtentoonstelling, waar ze zeer positief werden beoordeeld. Sommige daarvan werden in 1858 zelfs naar Buckingham Palace gestuurd om aan koningin Victoria te worden getoond. Tegen die tijd had Kane ook een manuscript af, met behulp van zijn reisnotities, en naar een uitgeverij in Londen gestuurd voor publicatie. Toen hij geen reactie kreeg, reisde hij naar Londen en met de steun van Simpson kreeg hij het boek het jaar daarop gepubliceerd. Het had de titel Wanderings of an Artist among the Indians of North America from Canada to Vancouver's Island and Oregon through the Hudson's Bay Company's Territory and Back Again en werd oorspronkelijk gepubliceerd door Longman, Brown, Green, Longmans & Roberts in Londen in 1859. Het boek was fraai geïllustreerd met vele lithografien van zijn eigen schetsen en schilderijen. Kane had het boek gewijd aan Allan. Dit ontstelde Simpson zodanig dat hij zijn banden met Kane verbrak. Het boek werd meteen een succes en in 1863 was het verschenen in Franse, Deense en Duitse edities.

## Werken
Het grootste deel van het oeuvre van Kane bestaat uit de meer dan 700 tekeningen die hij maakte tijdens zijn twee reizen naar het westen en de meer dan honderd olieverfschilderijen die hij later heeft uitgewerkt in zijn studio in Toronto. Over zijn vroege portretten, die zijn gemaakt in York of Cobourg voor zijn reizen, schrijft Harper: "[deze] zijn primitief in de benadering maar hebben een rechtstreekse aantrekkingskracht en een warme kleur die hen boeiend maakt". Daarnaast is er een onbekend aantal schilderijen uit zijn tijd als rondreizende portretschilder in de Verenigde Staten en een aantal kopieën van klassieke schilderijen die hij in Europa maakte.
Kanes beroemdheid is gebaseerd op zijn veldschetsen van het Indiaanse leven, gemaakt in potlood, aquarel of olieverf op papier. Hij bracht ook een verzameling van diverse voorwerpen terug van zijn reizen, zoals maskers, pijpstengels en andere handwerken. Samen vormden deze de basis voor zijn grote olieverfschilderijen, waarbij hij vaak combineerde en herinterpreteerde om zo nieuwe composities te creëren. De veldschetsen zijn een waardevolle bron voor etnologen. De olieverfschilderijen echter, hoewel nog eerlijk over de individuele details over het Indiaanse leven, blijken vaak ontrouw aan de geografische, historische en etnografische context in hun totale compositie.
Een bekend voorbeeld hiervan is het schilderij Flathead vrouw en kind. Hierin combineerde hij een schets van een Chinookan baby, waarvan het hoofd werd vastgebonden aan een houten wieg en zo werd afgeplat, met een latere veldschets van een Cowlitz vrouw die in een andere regio woonde. Een ander voorbeeld van hoe Kane zijn schetsen uitwerkte is zijn schilderij Indiaans kampement op Lake Huron, dat was gebaseerd op een schets die in de zomer van 1845 was gemaakt, tijdens zijn eerste reis naar Sault Ste. Marie. Het schilderij heeft een eigen romantische flair, geaccentueerd door de gebruikte verlichting en dramatische wolken, terwijl de blik op het afgebeelde kampleven doet denken aan Europese geïdealiseerde werken over het platteland.
Inderdaad, Kane creëerde vaak volledig fictieve beelden uit verschillende schetsen voor zijn olieverfschilderijen. Zijn doek Uitbarsting van de Mount St. Helens laat een grote en dramatische vulkanische uitbarsting zien. Maar uit zijn reisverslag en de veldschetsen die hij maakte, blijkt duidelijk dat de berg alleen voorzichtig rookte tijdens het bezoek van Kane. In andere schilderijen combineerde hij diverse rivierschetsen, die waren genomen op verschillende tijdstippen, in een enkel schilderij. Hiermee creëerde hij een kunstmatig landschap dat in werkelijkheid niet bestond. Zijn schilderij De dood van Big Snake laat een geheel denkbeeldig tafereel zien. Het hoofd van de Blackfoot, Omoxesisixany, stierf pas in 1858. Dat was meer dan twee jaar nadat het schilderij werd voltooid.

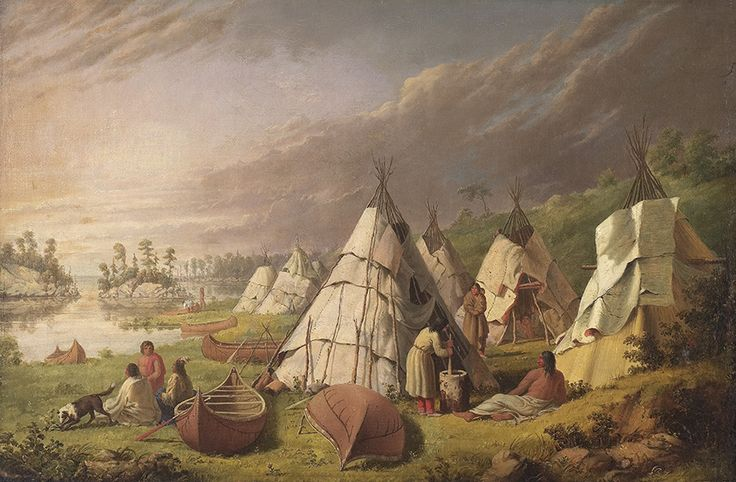
Indiaans kampement op Lake Huron, 1848-50, Olieverfschilderij van Kane naar een veldschets uit 1845, Art Gallery of Ontario, Toronto

Zijn voorbeelden waren de klassieke Europese schilderijen, maar Kane had ook gewoon economische redenen voor het samenstellen van zijn olieverfschilderijen in de meer gekunstelde stijl van de Europese kunsttraditie. Hij wilde zijn schilderijen verkopen om in zijn onderhoud te voorzien en hij kende zijn clientèle goed genoeg om te weten dat zijn opdrachtgevers hun huizen niet decoreerden met rechtstreekse uitwerkingen van zijn schetsen. Ze eisten werken die zich dichter bevonden bij de algemeen eurocentrische verwachtingen van die tijd.

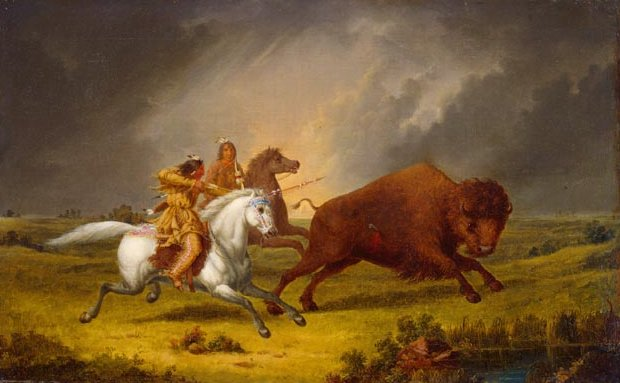
Assiniboine, jagend op buffels, 1851-56, National Gallery of Canada, Ottawa, een olieverfschilderij als voorbeeld van de sterke invloed van klassieke Europese stijlen op het werk van Kane

Deze verfraaiing blijkt duidelijk in zijn schilderij Assiniboine, jagend op buffels, een van de twaalf die zijn gemaakt voor het parlement. Het schilderij is bekritiseerd om zijn paarden, die er meer uitzien als Arabisch dan Indiaans. Van het werk is vastgesteld dat dit is gebaseerd op een Italiaanse gravure uit 1816 van twee Romeinen, jagend op een stier. Reeds in 1877 gaf Nicholas Flood Davin het volgende commentaar op deze discrepantie: "de Indiaanse paarden zijn Griekse paarden, de heuvels hebben veel van de kleur en de vorm van die van [...] de vroege Europese landschapschilders... ". Lawrence J. Burpee voegde in zijn inleiding van de herdruk van 1925 van Kanes reisverslag toe, dat de schetsen "waarachtige vertolkingen van het leven van het wilde westen" waren en "in sommige opzichten een hogere waarde dan kunst" hadden. " Critici uit de twintigste eeuw en later waren minder scherp in hun oordeel dan Burpee. Maar ook zij beschouwden Kanes schetsen over het algemeen als meer accuraat en authentiek. "Kane is de recorder in het veld en de kunstenaar in de studio", schreven Davis en Thacker.

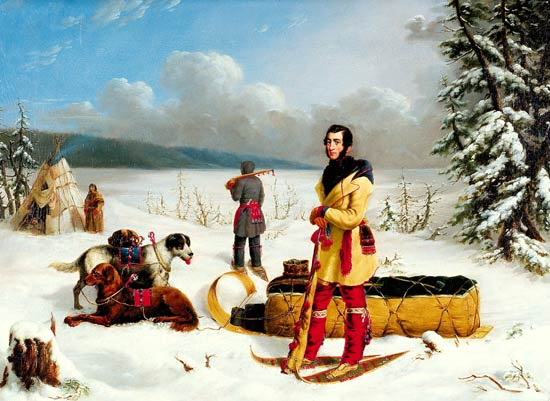
De Opzichter: Portret van kapitein John Henry Lefroy, ca. 1845, verkocht tegen een record prijs van meer dan 5 miljoen Canadese dollars in 2002. Het schilderij wordt ook wel genoemd Tafereel in de Northwest.

Kane wordt over het algemeen beschouwd als een van de belangrijkste Canadese schilders. De elf nog overgebleven schilderijen, gemaakt voor het parlement, werden in 1955 overgedragen aan de National Gallery of Canada. De grote collectie van Allan werd in 1903 gekocht door Edmund Boyd Osler en in 1912 geschonken aan de Royal Ontario Museum in Toronto. Een collectie van 229 tekeningen werd door Kanes kleinzoon, Paul Kane III, in 1957 voor ongeveer $100.000 aan de Stark Museum of Art in Orange verkocht.
Een zeldzaam schilderij van hem, Tafereel in de Northwest: Portret van John Henry Lefroy, laat de Britse landmeter John Henry Lefroy zien. Deze was in het bezit van de familie Lefroy in Engeland en oogstte een recordprijs op een veiling door Sotheby's in Toronto op 25 februari 2002, toen de Canadese miljardair Kenneth Thomson de bieding won met een bod van C$ 5.062.500, inclusief koperspremie. Thomson schonk het schilderij later als deel van zijn Thomson Collectie aan de Art Gallery of Ontario. De Glenbow Museum in Calgary heeft een kopie van dit schilderij. Hiervan wordt vermoed dat het door Kanes vrouw, Harriet Clench, is gemaakt. Een andere veiling door Sotheby's op 22 november 2004, voor Kanes olieverfschilderij Encampment, Winnipeg River mislukte omdat de bieding stopte bij C$ 1,7 miljoen. Dat was minder dan de verwachte verkoopprijs van € 2 tot 2,5 miljoen.
Kanes reisverslag, oorspronkelijk gepubliceerd in Londen in 1859, was al in zijn tijd een groot succes en werd meerdere malen herdrukt in de twintigste eeuw. In 1986 was Dawkins' kritiek op Kanes werk voornamelijk gebaseerd op dit reisverslag, maar ook op het "Europese" karakter van zijn olieverfschilderijen, toen hij de imperialistische of zelfs racistische trekken van de kunstenaar wilde aantonen. Dit standpunt blijft zeldzaam onder kunsthistorici. Kanes reisdagboek, dat de basis voor het boek van 1859 vormde, bevat geen ongunstige oordelen. MacLaren meldde dat Kanes reisnotities zijn geschreven in een stijl die sterk verschilt van de gepubliceerde tekst, zodanig dat het als zeer waarschijnlijk moet worden beschouwd dat het boek sterk is bewerkt of zelfs geschreven door anderen om Kanes notities om te zetten in een Victoriaans reisverslag, Volgens hem is het daarmee op zijn best moeilijk om welk geconstateerd racisme dan ook toe te schrijven aan de kunstenaar zelf.

## Nalatenschap en invloed
Als een van de eerste Canadese schilders die een inkomen kon verdienen met zijn kunst, legde Kane de basis voor vele latere kunstenaars. Zijn reizen inspireerde anderen om soortgelijke reizen te maken. Een zeer directe artistieke invloed is duidelijk te zien bij F.A. Verner. Kane werd zijn mentor in zijn latere jaren. Volgens Harper, was ook de jonge Lucius O'Brien beïnvloed door het werk van Kane. Kanes tentoonstelling in 1848, met 155 aquarellen en 85 olieverfschilderijen, heeft bijgedragen aan de bekendheid van het genre bij het publiek en de weg vrijgemaakt voor artiesten als William Cresswell en Daniel Fowler. Beiden waren in staat om in hun onderhoud te voorzien met het schilderen van aquarellen.
Zowel een tentoonstelling in 1848 van zijn schetsen en een latere in 1852 van een aantal van zijn olieverfschilderijen waren een groot succes en werden geprezen door verschillende kranten. Kane was de meest prominente schilder in Opper-Canada in zijn tijd. Hij zond zijn schilderijen vaak naar kunsttentoonstellingen en won daar vele prijzen. Hij domineerde de kunstwereld in de jaren 1850 zelfs zodanig dat een jury haar excuses aanbood, toen zij hem de prijs in de categorie voor historische schilderijen op de jaarlijkse tentoonstelling van de Upper Canada Agricultural Society in 1852 niet toekende. Kane won die prijs overigens in alle daaropvolgende jaren tot 1859.
Kane was een van de eerste, zo niet de eerste toerist, die dwars door het Canadese westen en de Pacific Northwest reisde. Door zijn schetsen en schilderijen, en later ook zijn boek, kreeg het grote publiek in Opper- en Beneden-Canada voor het eerst een glimp van de volkeren van dit uitgestrekte en nauwelijks bekende grondgebied en hun levensstijl. Kane was vertrokken met een oprecht verlangen om zijn ervaringen, het landschap, de mensen en hun gereedschap nauwkeurig te portretteren. Toch was het vooral zijn verfraaide werk in de studio dat publiek aansprak en hem beroemd maakte. Zijn geïdealiseerde schilderijen en zijn tot boek getransformeerde reisverslag waren beiden een factor in de vestiging en verspreiding van de perceptie van de Noord-Amerikaanse inheemse bevolking als Edele Wilden, in tegenstelling tot wat de kunstenaar bedoeld had. De meer waarheidsgetrouwe veldschetsen werden pas in de twintigste eeuw herontdekt en gewaardeerd door een breder publiek.
In 1937 werd Kane uitgeroepen tot Nationaal Historisch Persoon en een plaquette om hem te herdenken werd aan hem gewijd in Rocky Mountain House in 1952.

## Voetnoten
1. ↑  Zijn geboorteplaats is bewezen door een gebedenboek uit Mallow, dat in het bezit was van de familie, en dat oorspronkelijk was getoond aan een zus van Paul Kane in 1816. Het parochieregister van Mallow heeft inschrijvingen voor de familie Kane, waaronder Paul, met de achternaam gespeld als "Keane". Toen dit gebedenboek in 1916 opdook, veroorzaakte het nogal wat verbazing want tot dan toe werd aangenomen dat Kane in Toronto was geboren.
2. ↑  Reid, D.: A Concise History of Canadian Painting, 2nd ed, pp. 50 – 58. Oxford University Press, 1988; ISBN 0-19-540664-8. (First ed. appeared 1979.)
3. 1 2 3  Harper, J. R.: Paul Kane. Dictionary of Canadian Biography, University of Toronto Press; Toronto, 1971. URL laatst bezocht op 1 januari 2010.
4. ↑  In het verdrag was bepaald dat de continentale grens tussen Canada en de Verenigde Staten ten westen van de Rocky Mountains de 49ste breedtegraad zou volgen.
5. ↑  Het huidige Tacoma.
6. ↑  Fort Walla Walla werd opgericht door de North West Company in 1818 onder de naam Fort Nez Perce aan de kruising van de Walla Walla rivier en de Columbia-rivier, op het gebied van de huidige Wallula. Er is geen relatie met Fort Walla Walla, gelegen in Walla Walla, Washington.
7. ↑  Kane noemde hem "To-ma-kus".
8. ↑  De locatie van Boat Encampment staat onder water sinds de bouw van de Mica Dam met de daaropvolgende overstroming van Wood River en uitbreiding van Kinbasket Lake.N.N.: Paul Kane Timeline: Boat Encampment, "Our Heritage" website. URL laatst bezocht op 5 januari, 2010.
9. 1 2  Royal Ontario Museum: Paul Kane: Grondstudie, Studioblik. Momenteel ontoegankelijk, online tentoonstelling gearchiveerd op de Wayback Machine: Introductie, De reis 1845-1848, Tentoonstelling in 1848 met reacties van kranten, Tentoonstelling in 1852 met hedendaagse reviews, Collectie van objecten en het schilderij Death of Big Snake.
10. ↑  Eaton, D.; Urbanek, S.: Paul Kane's Great Nor-West, University of British Columbia Press; Vancouver, 1995. ISBN 0-7748-0538-2.
11. ↑  Garvin, JW (ed):Omzwervingen van een kunstenaar: Onder de Indianen van Noord-Amerika, The Radisson Society of Canada Ltd, Toronto, 1925. Een herpublicatie van Kanes origineel uit 1859 met een voorwoord door John W. Garvin en een inleiding door Lawrence J. Burpee. Herdrukt door Dover Publications, Mineola, New York, 1996, ISBN 0-486-29031-X.
12. ↑  Davis, A.; Thacker, R.: Schilderkunst en Proza: De invloed van de Romantiek en de Grote Vlakte in Catlin, Kane en Miller; Great Plains Quarterly'6 '(1), 1986, pp. 3 tot 20.
13. ↑  Een schilderij is verloren gegaan tijdens de grote brand op Parliament Hill in 1916.
14. ↑  CTV:Thomson familie koper van $ 117-miljoen schilderij, 13 juli 2002; met een vermelding van de Paul Kane schilderij aan de onderkant. URL laatst bezocht op 5 januari 2006.
15. ↑  Maine Antique Digest, mei 2002. URL laatst bezocht op 13 december 2005.
16. ↑  Stofmann, J.: Een zeldzaam schilderij van Paul Kane zet een nieuw record voor de Canadese kunst, Toronto Star, 26 februari 2002, blz. A.03. URL laatst bezocht op 20 december 2005.
17. ↑  CTV:Bieden stokt op $ 1,7 miljoen voor een schilderij van Paul Kane, CTV News, 22 november 2004. URL laatst bezocht op 4 januari 2006.
18. ↑  Dawkins, H.:Paul Kane and the Eye of Power: Racism in Canadian Art History, Vanguard 15(4), september 1986. Laatst bezocht op 13 december 2005.
19. ↑  MacLaren, I.S.:Het creëren van reisliteratuur: De zaak van Paul Kane, Papers of the Bibliographical Society of Canada 27, 1988, pp. 80 tot 95.
20. ↑  Harper, JR:A Study of Art at the Upper Canada Provincial Exhibitions: Ontario Painters 1846-1867, National Gallery of Canada Bulletin'1 ', 1963. URL laatst bezocht op 6 januari, 2005.
21. ↑  Bessai, J.:Paul Kane: Kunstenaar en avonturier, Schets van de Canadese Encyclopedie. URL laatst bezocht op 3 januari, 2006.
22. ↑  Parks Canada:Lijst van benamingen van nationaal-historische betekenis van Canada: Paul Kane, Nationaal Historisch Persoon[dode link]. URL laatst bezocht op 14 april, 2008

- Bibliothèque nationale de France: cb125291365 (data)
- CiNii: DA16089342
- Gemeinsame Normdatei: 119344025
- International Standard Name Identifier: 0000 0000 8140 9270
- KulturNav: 02306b62-81b3-4382-9ebb-a9c593d3bb40
- Library of Congress Control Number: n50045960
- Nationale bibliotheek van Australië: 35258638
- Nationale Bibliotheek van Israël: 987007436765205171
- Nederlandse Thesaurus van Auteursnamen: 070604185
- Réseau des bibliothèques de Suisse occidentale: 02-A005219210
- RKD-Nederlands Instituut voor Kunstgeschiedenis: 43437
- Istituto Centrale per il Catalogo Unico: BVEV262617
- SNAC: w69w10fs
- Système universitaire de documentation: 034546456
- Trove: 885813
- Union List of Artist Names: 500000795
- Virtual International Authority File: 61657235
- WorldCat: E39PBJxcVMbDjG46w89Fwh78md

### Verder lezen
- Harper, J. R. (ed.): Paul Kane's Frontier, University of Texas Press, Austin, TX; 1971. ISBN 0-292-70110-1.
- MacLaren, I. S. :"I came to rite thare portraits": Paul Kane's Journal of His Western Travels, 1846-1848, American Art Journal 21(2), 1989.